# Цветовая температура

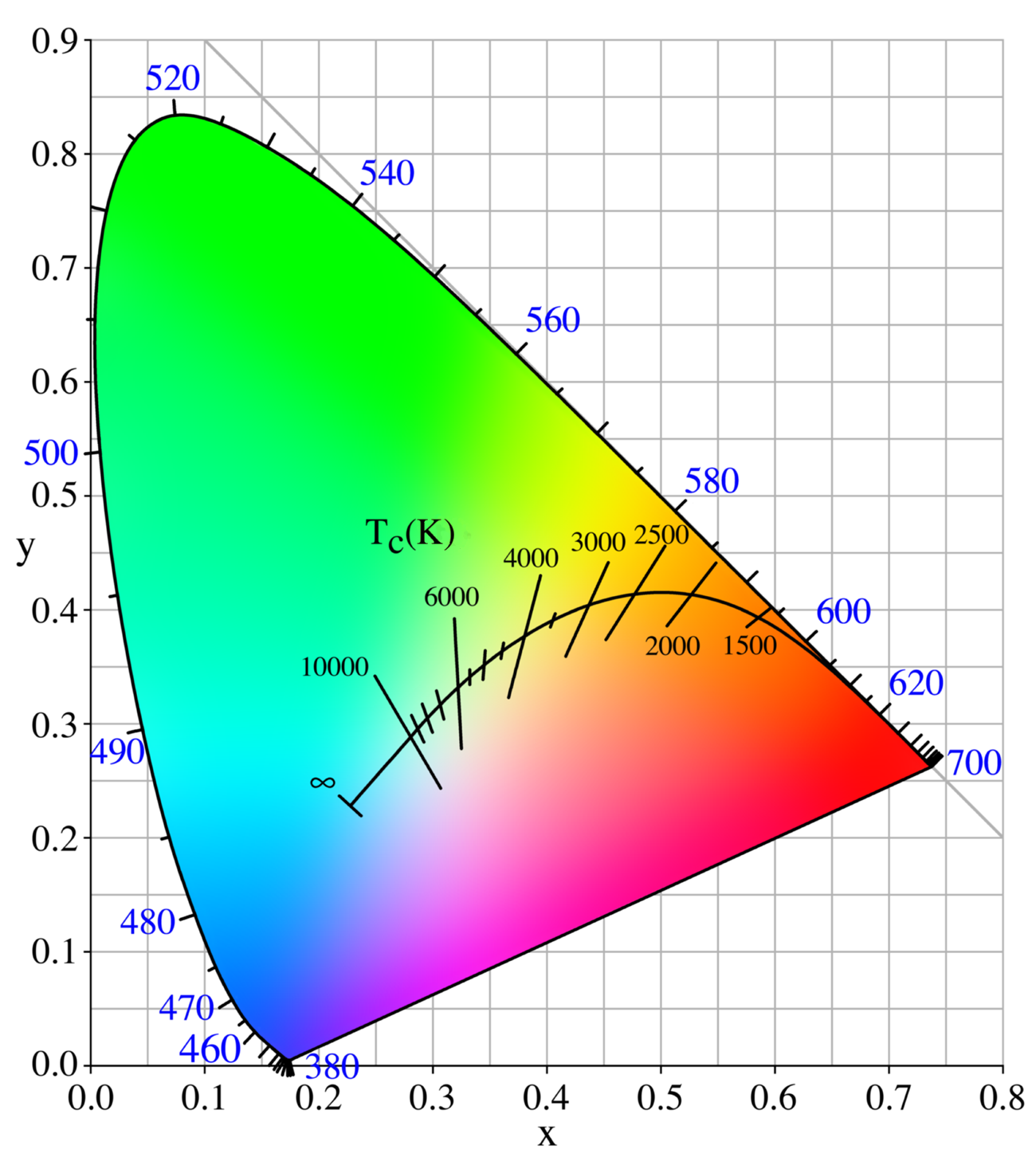
CIE 1931

Цветова́я температу́ра (спектрофотометрическая или колориметрическая температура; обозначается Тс и измеряется в кельвинах) — характеристика хода интенсивности излучения источника света как функции длины волны в оптическом диапазоне. Согласно формуле Планка, цветовая температура определяется как температура абсолютно чёрного тела, при которой оно испускает излучение того же цветового тона, что и рассматриваемое излучение. Характеризует относительный вклад излучения данного цвета в излучение источника, видимый цвет источника. Применяется в колориметрии, астрофизике (при изучении распределения энергии в спектрах звёзд). Измеряется в кельвинах и майредах.
Коррелированная цветовая температура Ткц определяется как «температура чёрного тела, при которой координаты цветности его излучения близки в пределах заданного допуска к координатам цветности рассматриваемого излучения на цветовом графике МКО».

## Цветовая температура некоторых источников света

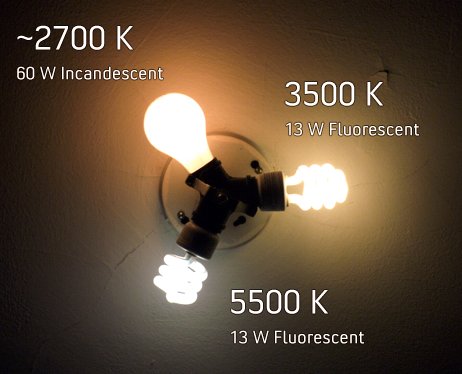
Цветовая температура электрических ламп

### Шкала цветовых температур распространённых источников света
- 800 К — начало видимого тёмно-красного свечения раскалённых тел;
- 1500—2000 К — свет пламени свечи;
- 2000 К — натриевая лампа высокого давления;
- 2200 К — лампа накаливания 40 Вт;
- 2680 К — лампа накаливания 60 Вт;
- 2800 К — лампа накаливания 100 Вт (вакуумная лампа);
- 2800—2854 К — газонаполненные лампы накаливания с вольфрамовой спиралью;
- 3000 К — лампа накаливания 200 Вт, галогенная лампа, люминесцентная лампа тёплого белого света;
- 3200—3250 К — типичные киносъёмочные лампы;
- 3400 К — солнце у горизонта;
- 3500 К — люминесцентная лампа белого света;
- 3800 К — лампы, использующиеся для подсветки мясных продуктов в магазине (имеют повышенное содержание красного цвета в спектре);
- 4000 К — люминесцентная лампа холодного белого света;
- 4300—4500 К — утреннее солнце и солнце в обеденное время; [источник не указан 3322 дня]
- 4500—5000 К — ксеноновая дуговая лампа, электрическая дуга;
- 5000 К — солнце в полдень;
- 5500 К — облака в полдень;
- 5500—5600 К — фотовспышка;
- 5600—7000 К — люминесцентная лампа дневного света;
- 6200 К — близкий к дневному свету;
- 6500—7500 К — облачность;
- 7500 К — дневной свет с большой долей рассеянного от чистого голубого неба;
- 7500—8500 К — сумерки; [источник не указан 3322 дня]
- 9500 К — синее безоблачное небо на северной стороне перед восходом Солнца;
- 10 000 К — источник света с «бесконечной температурой», используемый в риф-аквариумах (актиниевый оттенок голубого цвета);
- 15 000 К — ясное голубое небо зимой;
- 20 000 К — синее небо в полярных широтах.

### Люминесцентные лампы
Типовые диапазоны цветовой температуры при максимальной светоотдаче современных люминесцентных ламп с многослойным люминофором:
- 2700—3200 К,
- 4000—4200 К,
- 6200—6500 К,
- 7400—7700 К.

## Применение
Цветовая температура источника света:
- характеризует спектральный состав излучения источника света,
- является основой объективности впечатления от цвета отражающих объектов и источников света.

По этим причинам она определяет ощущаемый глазом цвет предметов при наблюдении в данном свете (психология восприятия цвета).

Лампы со случайной цветовой температурой в светильнике в метро

В связи с тем, что цвет объекта зависит и от его собственных спектральных свойств, и от характера освещения, естественное и искусственное освещение регламентируется согласно СП 52.13330.2011 (актуальная редакция СНиП 23-05-95) прежде всего по цветовой температуре.

### Цветовая температура в фотографии, кинематографе и телевидении
Цветная фотоплёнка выпускается для определённых фиксированных цветовых температур источника света. Негативная и слайдовая плёнки выпускались сбалансированными для съёмки при дневном (5600 К) свете или при свете ламп накаливания (3200 К) — «вечерняя» плёнка. Это позволяло получать сбалансированное по цвету изображение при стандартных источниках освещения без применения конверсионных светофильтров и цветокоррекции.

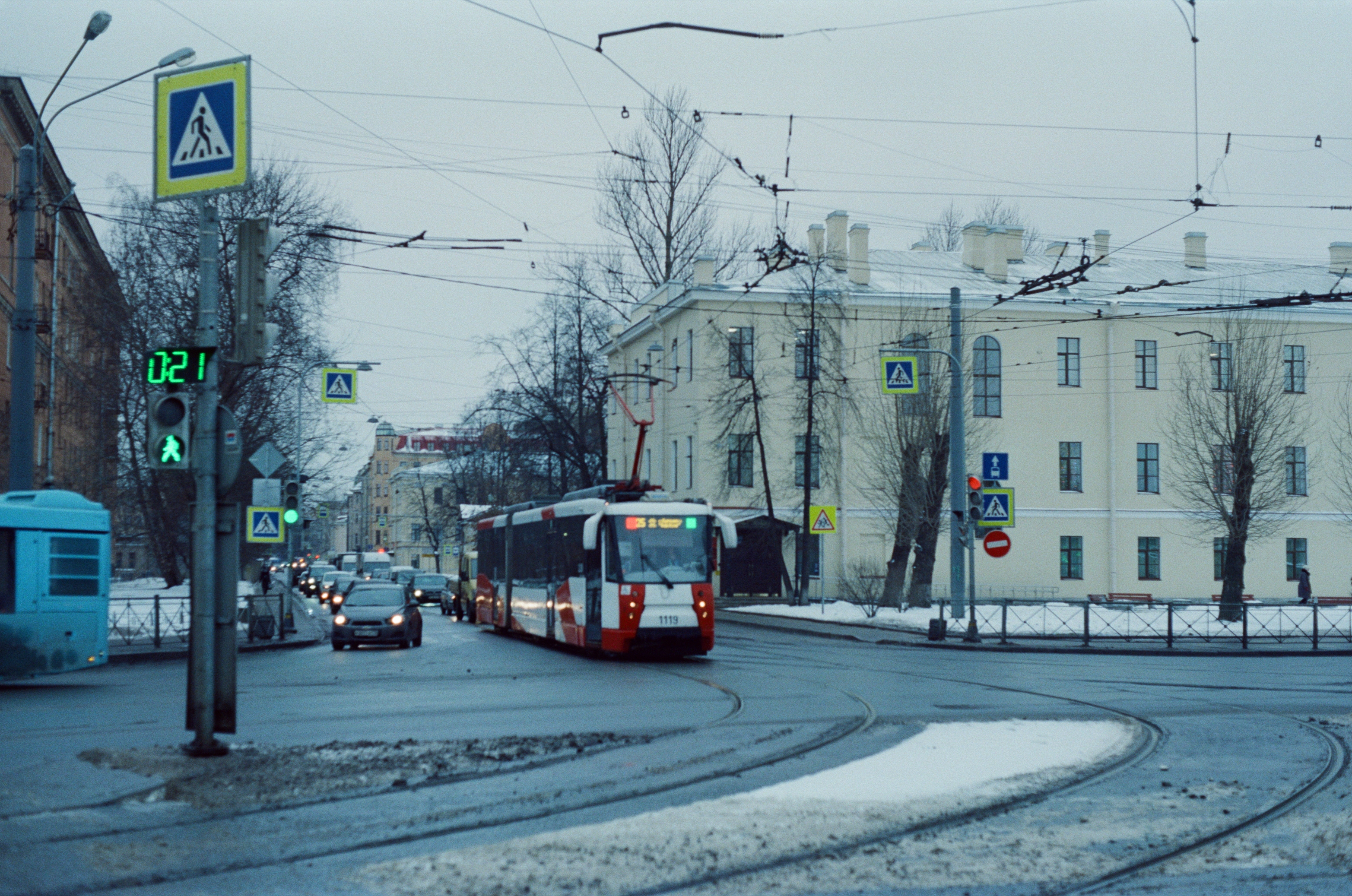
Фотография, сделанная зимой в пасмурную погоду на негативную киноплёнку для ламп накаливания Kodak Vision 3 500T получается голубого цвета. При ярком солнечном свете, который имеет другую цветовую температуру, цвета получаются привычнее

С появлением маскированных негативных цветных плёнок они стали выпускаться сбалансированными под промежуточную цветовую температуру — 4500 К — вследствие неизбежности цветокоррекции в процессе печати позитивного изображения. Таким образом, негативная плёнка стала пригодна для съёмки при любом освещении, обеспечивая изображение, требующее незначительной коррекции. При съёмке на обращаемую плёнку исправление готового изображения невозможно. Поэтому плёнка для слайдов и теленовостей всегда была сбалансирована для реальных источников света. При профессиональной съёмке слайдов для полиграфии применялись специальные приборы для измерения цветовой температуры освещения (цветомеры) и конверсионные светофильтры. При профессиональной киносъёмке эти же технологии применялись даже при съёмке на негативную киноплёнку.
В цифровых фотоаппаратах и видеокамерах используется автоматическое определение цветовой температуры или её предустановки в зависимости от сюжета съёмки. В цифровой фотографии и телевидении эта настройка называется «баланс белого». В некоторых случаях цветовую температуру можно переопределить при дальнейшей обработке цифрового снимка или видеозаписи, однако в большинстве случаев это ведёт к потере качества цветопередачи. Изменение баланса белого без потерь качества возможно при записи несжатого фото- и видеоизображения — Raw. Последнее широко применяется в цифровом кинематографе.